# Шарков, Пётр Мефодиевич
Пётр Мефодиевич Шарков (13 июля 1907 — 1 февраля 1955) — передовик советской угольной промышленности, главный инженер комбината «Средазуголь» Министерства угольной промышленности восточных районов СССР, город Ташкент, Герой Социалистического Труда (1948).

## Биография
Родился 13 июля 1907 года в Витебске в русской семье. Завершил обучение в семилетней школе. В 1923 году начал свою трудовую деятельность, стал работать по найму чернорабочим на стройках. С мая 1925 года начал трудиться рабочим связи линейного участка связи в Витебске. Без отрыва от производства осенью 1928 года завершил обучение в вечерней школе. Успешно сдал вступительные экзамены в Горецкой сельскохозяйственной академии (ныне - Белорусская государственная сельскохозяйственная академия) в городе Горки Могилёвской области. Проучился здесь один год. В 1929 году был призван в ряды Красной армии, завершил обучение в одногодичной школе командиров взводов. Службу проходил командиром взвода в артиллерийском дивизионе. В ноябре 1931 года уволен с военной службы. 
Демобилизовавшись, продолжил обучение в Ленинградском горном институте, который успешно окончил в апреле 1936 года и получил специальность - «горный инженер». 
С 1930 по 1936 годы являлся членом ВКП(б). Будучи студентом был исключён из партии по мотивам социального происхождения (отец до революции служил надзирателем в витебской тюрьме). Окончив институт, получил направление на работу в Подмосковный угольный бассейн. Сначала трудился начальником участка шахты №7 «Сталиногорскуголь», затем был назначен главным инженером шахт 8, 19, 13 того же треста. В ноябре 1939 года приступил к обязанностям главного инженером треста «Сталиногорскуголь», с декабря 1940 года стал работать на той же должности но в другом тресте - «Молотовуголь».
В сентябре 1941 года был направлен на спецработы в Донбасс, участник строительства фортификационных сооружений Донского оборонительного рубежа. В январе 1942 года вернулся обратно в Подмосковный бассейн, участвовал в восстановлении шахт. Затем работал главным инженером треста «Щекинуголь». С сентября 1943 года трудился в аппарате Наркомата угольной промышленности. В апреле 1944 года был направлен на работы в угольных предприятиях Средней Азии. Работал в должности главного инженера треста «Киргизуголь» в городе Ош. В апреле 1945 года назначен главным инженером комбината «Средазуголь» в город Ташкенте. Добился высоких производственных результатов.
За выдающиеся успехи в деле увеличения добычи угля, восстановления и строительства угольных шахт и внедрение передовых методов работы, обеспечивающих значительный рост производительности труда, Указом Президиума Верховного Совета СССР от 28 августа 1948 года Петру Мефодиевичу Шаркову было присвоено звание Героя Социалистического Труда с вручением ордена Ленина и золотой медали «Серп и Молот».
В ноябре 1949 года переехал трудиться в Кузнецкий угольный бассейн. Сначала работал главным инженером шахты «Зиминка» треста Прокопьевскуголь комбината Кузбассуголь, с июля 1951 года трудился в должности главного инженера треста Прокопьевскуголь. В декабре 1954 года получил назначение на должность первого заместителя управляющего трестом Прокопьевскуголью.
Проживал в городе Прокопьевске Кемеровской области. Умер 1 февраля 1955 года.

## Награды
За трудовые успехи удостоен:
- золотая звезда «Серп и Молот» (28.08.1948)
- два ордена Ленина (04.07.1942, 28.08.1948)
- Медаль «За трудовую доблесть» (16.09.1952),
- Медаль «За трудовое отличие» (04.09.1948)
- другие медали.